# Gercüş (stad)
Gercüş (Aramees: ܟܦܪ ܓܘܙ̈ܐ, Kfar-Gawze) is een stad en het administratieve centrum van het district Gerçüş in de provincie Batman in Turkije. De stad wordt bewoond door Koerden van de Kercoz-stam en had in 2021 een bevolking van 6.064 inwoners.

## Geschiedenis
In 1914 werd Kfar-Gawze bewoond door 150 Arameeërs behorend tot de Syrisch-Orthodoxe Kerk en een kleiner aantal Chaldeeuws-Katholieken. De stad lag in de kaza van Midyat. In 1915 waren er dertig Aramese families, die bestonden uit Syrisch-Orthodoxe christenen, Chaldeeuwse katholieken en moslims. Tijdens de Sayfo werd een groep Arameeërs door de lokale Koerdische agha Yusuf Hasan Shamdin meegenomen naar een plaats genaamd Zaghore, waar ze werden beroofd en vervolgens in een rivier geworpen. De overgebleven Arameeërs werden tot dwangarbeid gedwongen en velen vluchtten naar Midyat. De Mhallami-leider Şeyh Fethullah zorgde ervoor dat gevangen Aramese vrouwen en kinderen werden vrijgelaten.
In 1960 had Gercüş 2.354 inwoners. In 1966 waren er nog 90 Koerdisch sprekende christenen, verdeeld over twaalf families. In 1987 waren er geen Arameeërs meer over.